# Mittelmeerspiele 2022/Leichtathletik
Die Leichtathletik-Wettbewerbe der Mittelmeerspiele 2022 fanden vom 30. Juni bis zum 3. Juli 2022 im Stade olympique d’Oran in der algerischen Küstenstadt Oran statt. Die Wettbewerbe waren in drei Abschnitte unterteilt: Laufwettbewerbe, Sprung- und Wurfwettbewerbe sowie Straßenrennen.

## Ergebnisse Männer

### 100 m
| Platz | Athlet                | Land | Zeit (s) |
| ----- | --------------------- | ---- | -------- |
| 1     | Jak Ali Harvey        | TUR  | 10,15 SB |
| 2     | Ramil Guliyev         | TUR  | 10,16 SB |
| 3     | Ioannis Nyfandopoulos | GRC  | 10,28 PB |
| 4     | Matteo Melluzzo       | ITA  | 10,28 SB |
| 5     | Sergio López          | ESP  | 10,33    |
| 6     | Roberto Rigali        | ITA  | 10,39    |
| 7     | Youcef Sahel          | ALG  | 10,43    |
| 8     | Francesco Sansovini   | SMR  | 10,48    |

Finale: 30. Juni
Wind: +0,9 m/s

### 200 m
| Platz | Athlet                | Land | Zeit (s) |
| ----- | --------------------- | ---- | -------- |
| 1     | Ramil Guliyev         | TUR  | 20,21 SB |
| 2     | Diego Aldo Pettorossi | ITA  | 20,65    |
| 3     | Daniel Rodríguez      | EPS  | 20,78    |
| 4     | Machmour Chakir       | MAR  | 20,94    |
| 5     | Panagiotis Trivyzas   | GRC  | 20,99    |
| 6     | Delvis Santos         | POR  | 21,06    |
| 7     | Andrea Federici       | ITA  | 21,25    |
| 8     | Stavros Avgoustinou   | CYP  | 21,55    |

Finale: 3. Juli
Wind: +0,8 m/s

### 400 m
| Platz | Athlet                  | Land | Zeit (s) |
| ----- | ----------------------- | ---- | -------- |
| 1     | João Coelho             | POR  | 45,41 PB |
| 2     | Hamza Dair              | MAR  | 45,65 PB |
| 3     | Abdennour Bendjemaa     | ALG  | 46,06 PB |
| 4     | Franko Burraj           | ALB  | 46,16 NR |
| 5     | Iñaki Cañal             | ESP  | 46,44    |
| 6     | Es Saddik Hammouni Anas | ALG  | 46,77    |
| 7     | Lapo Bianciardi         | ITA  | 47,02    |
|       | Mohamed Farès Jelassi   | TUN  | DNF      |

### 800 m
| Platz | Athlet             | Land | Zeit (min)  |
| ----- | ------------------ | ---- | ----------- |
| 1     | Djamel Sedjati     | ALG  | 1:44,52     |
| 2     | Yassine Hethat     | ALG  | 1:44,79     |
| 3     | Cătălin Tecuceanu  | ITA  | 1:44,97 SB  |
| 4     | Abdessalem Ayouni  | TUN  | 1:44,99 =NR |
| 5     | Riadh Chninni      | TUN  | 1:45,46 PB  |
| 6     | Simone Barontini   | ITA  | 1:45,92 PB  |
| 7     | Abdelati el-Guesse | MAR  | 1:46,28     |
| 8     | José Carlos Pinto  | POR  | 1:46,73     |

Finale: 3. Juli

### 1500 m
| Platz | Athlet               | Land | Zeit (min) |
| ----- | -------------------- | ---- | ---------- |
| 1     | Azeddine Habz        | FRA  | 3:41,65    |
| 2     | Abdelatif Sadiki     | MAR  | 3:42,00    |
| 3     | Ossama Meslek        | ITA  | 3:42,49    |
| 4     | Pietro Arese         | ITA  | 3:42,80    |
| 5     | Pol Moya             | AND  | 3:43,58    |
| 6     | Riadh Chninni        | TUN  | 3:43,64    |
| 7     | Salim Keddar         | ALG  | 3:44,18    |
| 8     | Mohamed Amine Drabli | ALG  | 3:45,14    |

2. Juli

### 5000 m
| Platz | Athlet             | Land | Zeit (min)  |
| ----- | ------------------ | ---- | ----------- |
| 1     | Soufiane Bouqantar | MAR  | 13:36,12    |
| 2     | Mohamed Farès      | MAR  | 13:36,85    |
| 3     | Italo Quazzola     | ITA  | 13:37,63 PB |
| 4     | Aras Kaya          | TUR  | 13:44,67    |
| 5     | Samuel Barata      | POR  | 13:47,09    |
| 6     | Mohammed Merbouhi  | ALG  | 13:49,54    |
| 7     | Ali Guerine        | ALG  | 13:54,35    |
| 8     | Dario Ivanovski    | MKD  | 13:54,58 NR |

3. Juli

### Halbmarathon
| Platz | Athlet             | Land | Zeit (h) |
| ----- | ------------------ | ---- | -------- |
| 1     | Mouhcine Outalha   | MAR  | 1:04:05  |
| 2     | Benjamin Choquert  | FRA  | 1:04:19  |
| 3     | Soufiane Bouqantar | MAR  | 1:04:57  |
| 4     | Sezgin Ataç        | TUR  | 1:05:02  |
| 5     | Amine Khadiri      | CYP  | 1:06:18  |
| 6     | Nabil el-Hannachi  | ALG  | 1:07:06  |
| 7     | el-Hadi Laameche   | ALG  | 1:07:24  |
| 8     | Yoann Kowal        | FRA  | 1:09:34  |

1. Juli

### 110 m Hürden
| Platz | Athlet             | Land | Zeit (s) |
| ----- | ------------------ | ---- | -------- |
| 1     | Milan Traikovits   | CYP  | 13,34    |
| 2     | Amine Bouanani     | ALG  | 13,38 NR |
| 3     | Enrique Llopis     | ESP  | 13,47 SB |
| 4     | Mikdat Sevler      | TUR  | 13,57    |
| 5     | Lorenzo Simonelli  | ITA  | 13,59    |
| 6     | Filip Jakob Demšar | SVN  | 13,72    |
| 7     | Daniel Cisneros    | ESP  | 13,98    |
| 8     | Francesco Ferrante | ITA  | 14,27    |

Finale: 3. Juli
Wind: +0,3 m/s

### 400 m Hürden
| Platz | Athlet                         | Land | Zeit (s) |
| ----- | ------------------------------ | ---- | -------- |
| 1     | Yasmani Copello                | TUR  | 48,27 GR |
| 2     | Ludvy Vaillant                 | FRA  | 48,83 SB |
| 3     | Abdelmalik Lahoulou            | ALG  | 48,87 SB |
| 4     | José Reynaldo Bencosme de Leon | ITA  | 48,91 PB |
| 5     | Mario Lambrughi                | ITA  | 49,29    |
| 6     | Saber Boukemouche              | ALG  | 50,01    |
| 7     | İsmail Nezir                   | TUR  | 50,09    |
| 8     | Mohamed Amine Touati           | TUN  | 50,13 SB |

Finale: 1. Juli

### 3000 m Hindernis
| Platz | Athlet                | Land | Zeit (min) |
| ----- | --------------------- | ---- | ---------- |
| 1     | Bilal Tabti           | ALG  | 8:22,79    |
| 2     | Mohamed Tindouft      | MAR  | 8:23,85    |
| 3     | Hicham Bouchicha      | ALG  | 8:23,95    |
| 4     | Ahmed Jaziri          | TUN  | 8:24,31    |
| 5     | Abderrafia Bouassel   | MAR  | 8:29,59    |
| 6     | Hilal Yego            | TUR  | 8:33,43 SB |
| 7     | Gatien Airiau         | FRA  | 8:34,12    |
| 8     | Mohamed Amin Jhinaoui | TUN  | 8:35,32    |

30. Juni

### 4 × 100 m Staffel
| Platz | Land         | Athleten                                                                              | Zeit (s) |
| ----- | ------------ | ------------------------------------------------------------------------------------- | -------- |
| 1     | Italien      | Andrea Federici Matteo Melluzzo Diego Pettorossi Roberto Rigali                       | 38,95    |
| 2     | Türkei       | Ertan Özkan Jak Ali Harvey Kayhan Özer Ramil Guliyev                                  | 38,98    |
| 3     | Frankreich   | Jerry Leconte Jérémy Leroux Yanis Ammour Dylan Vermont                                | 39,08    |
| 4     | Griechenland | Konstantinos Zikos Nikolaos Panagiotopoulos Panagiotis Trivyzas Ioannis Nyfandopoulos | 39,10    |
|       | Marokko      |                                                                                       | DNS      |

1. Juli

### 4 × 400 m Staffel
| Platz | Land       | Athleten                                                                  | Zeit (min) |
| ----- | ---------- | ------------------------------------------------------------------------- | ---------- |
| 1     | Algerien   | Abdennour Bendjemaa Mohamed Ali Gouaned Abdelmalik Lahoulou Slimane Moula | 3:03,41    |
| 2     | Italien    | Pietro Pivotto Giuseppe Leonardi Lapo Bianciardi Matteo Raimondi          | 3:04,55    |
| 3     | Türkei     | Oğuzhan Kaya Yasmani Copello Sinan Ören İsmail Nezir                      | 3:04,55    |
| 4     | Slowenien  | Jure Grkman Lovro Mesec Košir Gregor Grahovac Rok Ferlan                  | 3:05,12    |
| 5     | Frankreich | Ludvy Vaillant Christopher Naliali Ludovic Le Meur Muhammad Kounta        | 3:05,35    |
| 6     | Marokko    | Rachid Mhamdi Mostafa Smaili Ismail Manyani Hamza Dair                    | 3:07,04    |
|       | Tunesien   |                                                                           | DNS        |

3. Juli

### Hochsprung
| Platz | Athlet             | Land | Höhe (m) |
| ----- | ------------------ | ---- | -------- |
| 1     | Bilel Afer         | ALG  | 2,24 PB  |
| 2     | Majd Eddin Ghazal  | SYR  | 2,22     |
| 3     | Hichem Bouhanoun   | ALG  | 2,22 PB  |
| 4     | Andonis Merlos     | GRC  | 2,22 SB  |
| 5     | Nathan Ismar       | FRA  | 2,19     |
| 5     | Sébastien Micheau  | FRA  | 2,19     |
| 7     | Marco Fassinotti   | ITA  | 2,19     |
| 8     | Christian Falocchi | ITA  | 2,16     |

1. Juli

### Stabhochsprung
| Platz | Athlet                | Land | Höhe (m) |
| ----- | --------------------- | ---- | -------- |
| 1     | Ersu Şaşma            | TUR  | 5,75 GR  |
| 2     | Anthony Ammirati      | FRA  | 5,65     |
| 3     | Ioannis Rizos         | GRC  | 5,60 PB  |
| 4     | Mathieu Collet        | FRA  | 5,45     |
| 5     | Isidro Leyva          | ESP  | 5,45     |
| 6     | Max Mandusic          | ITA  | 5,30     |
| 7     | Hichem Khalil Cherabi | ALG  | 5,30     |
| 8     | Nikandros Stylianou   | CYP  | 5,30 SB  |

2. Juli

### Weitsprung
| Platz | Athlet         | Land | Weite (m) |
| ----- | -------------- | ---- | --------- |
| 1     | Augustin Bey   | FRA  | 7,99      |
| 2     | Lazar Anić     | SRB  | 7,83 SB   |
| 3     | Yasser Triki   | ALG  | 7,80 SB   |
| 4     | Tom Campagne   | FRA  | 7,78      |
| 5     | Necati Er      | TUR  | 7,76      |
| 6     | Jaime Guerra   | ESP  | 7,60      |
| 7     | Gabriele Chilà | ITA  | 7,58      |
| 8     | Yasin Hajjaji  | MAR  | 7,57 SB   |

3. Juli

### Dreisprung
| Platz | Athlet            | Land | Weite (m) |
| ----- | ----------------- | ---- | --------- |
| 1     | Yasser Triki      | ALG  | 17,07 SB  |
| 2     | Tobia Bocchi      | ITA  | 16,93 SB  |
| 3     | Tiago Pereira     | POR  | 16,90 SB  |
| 4     | Necati Er         | TUR  | 16,52 SB  |
| 5     | Andrea Dallavalle | ITA  | 16,44     |
| 6     | Jan Luxa          | SVN  | 15,86 =SB |
| 7     | Mohamed Hammadi   | MAR  | 15,64     |
| 8     | Reda Abina        | ALG  | 15,44     |

30. Juni

### Kugelstoßen
| Platz | Athlet                | Land | Weite (m) |
| ----- | --------------------- | ---- | --------- |
| 1     | Armin Sinančević      | SRB  | 21,29 SB  |
| 2     | Asmir Kolašinac       | SRB  | 20,37     |
| 3     | Mohamed Magdi Hamza   | EGY  | 20,35     |
| 4     | Mesud Pezer           | BIH  | 20,23     |
| 5     | Tsanko Arnaudov       | POR  | 20,13     |
| 6     | Sebastiano Bianchetti | ITA  | 20,03     |
| 7     | Odysseas Mouzenidis   | GRC  | 19,45     |
| 8     | Anastasios Latifllari | GRC  | 19,36     |

30. Juni

### Diskuswurf
| Platz | Athlet                | Land | Weite (m) |
| ----- | --------------------- | ---- | --------- |
| 1     | Apostolos Parellis    | CYP  | 63,59     |
| 2     | Martin Marković       | CRO  | 62,49     |
| 3     | Danijel Furtula       | MNE  | 61,74     |
| 4     | Tom Reux              | FRA  | 60,80     |
| 5     | Christoforos Genethli | CYP  | 59,60     |
| 6     | Nazzareno Di Marco    | ITA  | 59,52     |
| 7     | Oussama Khennoussi    | ALG  | 58,93 NR  |
| 8     | Ömer Şahin            | TUR  | 57,87     |

3. Juli

### Hammerwurf
| Platz | Athlet                 | Land | Weite (m) |
| ----- | ---------------------- | ---- | --------- |
| 1     | Özkan Baltacı          | TUR  | 74,34     |
| 2     | Alexandros Poursanidis | CYP  | 73,71 SB  |
| 3     | Giorgio Olivieri       | ITA  | 72,18     |
| 4     | Rúben Antunes          | POR  | 71,62 SB  |
| 5     | Jean-Baptiste Bruxelle | FRA  | 71,16     |
| 6     | Marco Lingua           | ITA  | 70,70     |
| 7     | Mostafa el-Gamel       | EGY  | 70,48     |
| 8     | Konstantinos Zaltos    | GRC  | 69,26     |

1. Juli

### Speerwurf
| Platz | Athlet                | Land | Weite (m) |
| ----- | --------------------- | ---- | --------- |
| 1     | Leandro Ramos         | POR  | 82,23     |
| 2     | Ihab Abdelrahman      | EGY  | 78,51     |
| 3     | Felise Vaha'i Sosaia  | FRA  | 76,45     |
| 4     | Dejan Mileusnić       | BIH  | 75,70 SB  |
| 5     | Roberto Orlando       | ITA  | 74,27     |
| 6     | Emin Öncel            | TUR  | 73,95     |
| 7     | Maged Mohser el-Badry | EGY  | 71,21     |
| 8     | Dimitris Tsitsos      | GRC  | 66,71     |

2. Juli

## Ergebnisse Frauen

### 100 m
| Platz | Athletin           | Land | Zeit (s) |
| ----- | ------------------ | ---- | -------- |
| 1     | Bassant Hemida     | EGY  | 11,10    |
| 2     | Lorène Bazolo      | POR  | 11,36    |
| 3     | Olivia Fotopoulou  | CYP  | 11,42    |
| 4     | Carmen Marco       | ESP  | 11,48    |
| 5     | Gloria Hooper      | ITA  | 11,62    |
| 6     | Hajar Eddou        | MAR  | 11,65    |
| 7     | Giorgia Bellinazzi | ITA  | 11,71    |
| 8     | Mizgin Ay          | TUR  | 11,86    |

Finale: 30. Juni
Wind: +0,5 m/s

### 200 m
| Platz | Athletin          | Land | Zeit (s)    |
| ----- | ----------------- | ---- | ----------- |
| 1     | Bassant Hemida    | EGY  | 22,47 GR NR |
| 2     | Olivia Fotopoulou | CYP  | 23,01       |
| 3     | Lorène Bazolo     | POR  | 23,20       |
| 4     | Irene Siragusa    | ITA  | 23,27       |
| 5     | Eva Santidrián    | ESP  | 23,33 PB    |
| 6     | Gémima Joseph     | FRA  | 23,41 SB    |
| 7     | Hajar Eddou       | MAR  | 23,73 PB    |
| 8     | Maya Bruney       | ITA  | 23,81       |

Finale: 3. Juli
Wind: +0,9 m/s

### 400 m
| Platz | Athletin         | Land | Zeit (s) |
| ----- | ---------------- | ---- | -------- |
| 1     | Cátia Azevedo    | POR  | 51,24 SB |
| 2     | Anita Horvat     | SVN  | 51,94 SB |
| 3     | Virginia Troiani | ITA  | 53,14    |
| 4     | Raphaela Lukudo  | ITA  | 53,37    |
| 5     | Büşra Yıldırım   | TUR  | 53,59    |
| 6     | Blanca Hervás    | ESP  | 54,23    |
| 7     | Meriem Boulahsa  | ALG  | 55,87 SB |
| 8     | Sara el-Hachimi  | MAR  | 56,99    |

2. Juli

### 800 m
| Platz | Athletin          | Land | Zeit (min) |
| ----- | ----------------- | ---- | ---------- |
| 1     | Ekaterina Guliyev | TUR  | 2:01,08 SB |
| 2     | Eloisa Coiro      | ITA  | 2:01,40 PB |
| 3     | Assia Raziki      | MAR  | 2:01,44 PB |
| 4     | Patrícia Silva    | POR  | 2:03,12 PB |
| 5     | Daniela García    | ESP  | 2:03,45    |
| 6     | Jerneja Smonkar   | SVN  | 2:03,82    |
| 7     | Meriem Sahnoune   | FRA  | 2:05,19    |
| 8     | Tuğba Toptaş      | TUR  | 2:05,33    |

Finale: 30. Juni

### 1500 m
| Platz | Athletin              | Land | Zeit (min) |
| ----- | --------------------- | ---- | ---------- |
| 1     | Aurore Fleury         | FRA  | 4:13,03    |
| 2     | Federica Del Buono    | ITA  | 4:13,09    |
| 3     | Ludovica Cavalli      | ITA  | 4:13,37    |
| 4     | Marina Martínez       | ESP  | 4:14,04    |
| 5     | Şilan Ayyıldız        | TUR  | 4:14,45    |
| 6     | Bérénice Cleyet-Merle | FRA  | 4:16,77    |
| 7     | Mariana Machado       | POR  | 4:17,24    |
| 8     | Meryeme Azrour        | MAR  | 4:18,09    |

3. Juli

### 5000 m
| Platz | Athletin            | Land | Zeit (min)  |
| ----- | ------------------- | ---- | ----------- |
| 1     | Yasemin Can         | TUR  | 15:23,47    |
| 2     | Rahma Tahiri        | MAR  | 15:56,36    |
| 3     | Leila Hadji         | FRA  | 16:05,54    |
| 4     | Ikram Ouaaziz       | MAR  | 16:05,96 PB |
| 5     | Anastasia Marinakou | GRC  | 16:07,12    |
| 6     | Nawal Yahi          | ALG  | 16:08,52    |
| 7     | Giovanna Selva      | ITA  | 16:08,71    |
| 8     | Emine Hatun Mechaal | TUR  | 16:18,07    |

2. Juli

### Halbmarathon
| Platz | Athletin         | Land | Zeit (h) |
| ----- | ---------------- | ---- | -------- |
| 1     | Giovanna Epis    | ITA  | 1:13:47  |
| 2     | Hanane Qallouj   | MAR  | 1:13:53  |
| 3     | Rkia el-Moukim   | MAR  | 1:14:05  |
| 4     | Meryem Erdoğan   | TUR  | 1:14:11  |
| 5     | Margaux Sieracki | FRA  | 1:14:16  |
| 6     | Mélody Julien    | FRA  | 1:15:39  |
| 7     | Rebecca Lonedo   | ITA  | 1:15:49  |
| 8     | Méline Rollin    | FRA  | 1:17:08  |

1. Juli

### 100 m Hürden
| Platz | Athletin           | Land | Zeit (s) |
| ----- | ------------------ | ---- | -------- |
| 1     | Solenn Compper     | FRA  | 13,92 PB |
| 2     | Nicla Mosetti      | ITA  | 13,22    |
| 3     | Elisavet Pesiridou | GRE  | 13,23    |
| 4     | Olímpia Barbosa    | POR  | 13,30    |
| 5     | Anja Lukić         | SRB  | 13,40    |
| 6     | Léa Vendôme        | FRA  | 13,44    |
| 7     | Elena Carraro      | ITA  | 13,67    |
|       | Şevval Ayaz        | TUR  | DSQ      |

Finale: 3. Juli
Wind: +1,0 m/s

### 400 m Hürden
| Platz | Athletin        | Land | Zeit (s) |
| ----- | --------------- | ---- | -------- |
| 1     | Rebecca Sartori | ITA  | 55,75    |
| 2     | Camille Séri    | FRA  | 56,01    |
| 3     | Noura Ennadi    | MAR  | 56,45 PB |
| 4     | Dimitra Gnafaki | GRC  | 56,55 PB |
| 5     | Vera Barbosa    | POR  | 56,82    |
| 6     | Carla García    | ESP  | 56,83    |
| 7     | Alice Muraro    | ITA  | 57,12 PB |
|       | Agata Zupin     | SVN  | DNS      |

Finale: 1. Juli

### 3000 m Hindernis
| Platz | Athletin         | Land | Zeit (min)    |
| ----- | ---------------- | ---- | ------------- |
| 1     | Luiza Gega       | ALB  | 9:14,29 GR NR |
| 2     | Marwa Bouzayani  | TUN  | 9:29,11       |
| 3     | Ikram Ouaaziz    | MAR  | 9:32,87 PB    |
| 4     | Amina Bettiche   | ALG  | 9:37,18 SB    |
| 5     | Martina Merlo    | ITA  | 9:38,84 SB    |
| 6     | Flavie Renouard  | FRA  | 9:52,53       |
| 7     | Alexa Lemitre    | FRA  | 9:52,65 SB    |
| 8     | Sabah es-Seqally | MAR  | 9:54,81 PB    |

1. Juli

### 4 × 100 m Staffel
| Platz | Land       | Athletinnen                                                          | Zeit (s) |
| ----- | ---------- | -------------------------------------------------------------------- | -------- |
| 1     | Italien    | Irene Siragusa Gloria Hooper Aurora Berton Johanelis Herrera Abreu   | 43,68    |
| 2     | Frankreich | Mallory Leconte Eloïse De La Taille Gémima Joseph Wided Atatou       | 44,63    |
| 3     | Zypern     | Dafni Georgiou Marianna Pisiara Filippa Fotopoulou Olivia Fotopoulou | 45,10    |
|       | Portugal   |                                                                      | DNS      |

1. Juli

### 4 × 400 m Staffel
| Platz | Land      | Athletinnen                                                       | Zeit (s) |
| ----- | --------- | ----------------------------------------------------------------- | -------- |
| 1     | Italien   | Anna Polinari Virginia Troiani Raphaela Lukudo Giancarla Trevisan | 3:29,93  |
| 2     | Slowenien | Agata Zupin Jerneja Smonkar Maja Pogorevc Anita Horvat            | 3:31,51  |
| 3     | Türkei    | Şevval Ayaz Ekaterina Guliyev Tuğba Toptaş Büşra Yıldırım         | 3:43,13  |
| 4     | Algerien  | Loubna Benhadja Douaa Ferdi Chaima Ouanis Meriem Boulahsa         | 3:45,18  |
|       | Marokko   | Salma Lehlali Sara el-Hachimi Assia Raziki Noura Ennadi           | DSQ      |

3. Juli

### Hochsprung
| Platz | Athletin                  | Land | Höhe (m) |
| ----- | ------------------------- | ---- | -------- |
| 1     | Marija Vuković            | MNE  | 1,92     |
| 2     | Tatiana Gousin            | GRC  | 1,90 SB  |
| 3     | Marta Morara              | ITA  | 1,87 PB  |
| 4     | Eleftheria Christogeorgou | GRC  | 1,87     |
| 5     | Solène Gicquel            | FRA  | 1,84     |
| 5     | Rhizlane Siba             | MAR  | 1,84     |
| 5     | Buse Savaşkan             | TUR  | 1,84     |
| 8     | Erika Furlani             | ITA  | 1,84     |

3. Juli

### Weitsprung
| Platz | Athletin           | Land | Weite (m) |
| ----- | ------------------ | ---- | --------- |
| 1     | Milica Gardašević  | SRB  | 6,67      |
| 2     | Esraa Owis         | EGY  | 6,54      |
| 3     | Evelise Veiga      | POR  | 6,54      |
| 4     | Neja Filipič       | SVN  | 6,45      |
| 5     | Tiphaine Mauchant  | FRA  | 6,44 SB   |
| 6     | Vasiliki Chaitidou | GRC  | 6,34      |
| 7     | Filippa Fotopoulou | CYP  | 6,34      |
| 8     | Laura Strati       | ITA  | 6,14      |

1. Juli

### Dreisprung
| Platz | Athletin              | Land | Weite (m) |
| ----- | --------------------- | ---- | --------- |
| 1     | Neja Filipič          | SVN  | 14,16     |
| 2     | Tuğba Danışmaz        | TUR  | 14,05     |
| 3     | Tessy Ebosele         | ESP  | 13,63     |
| 4     | Jeanine Assani-Issouf | FRA  | 13,56     |
| 5     | Eva Pepelnak          | SVN  | 13,36     |
| 6     | Evelise Veiga         | POR  | 13,31     |
| 7     | Kawther Selmi         | ALG  | 13,28 PB  |
| 8     | Wissal Harkas         | ALG  | 13,02 PB  |

2. Juli

### Diskuswurf
| Platz | Athletin           | Land | Weite (m) |
| ----- | ------------------ | ---- | --------- |
| 1     | Marija Tolj        | CRO  | 64,71 PB  |
| 2     | Liliana Cá         | POR  | 63,62 SB  |
| 3     | Özlem Becerek      | TUR  | 61,96 PB  |
| 4     | Stefania Strumillo | ITA  | 55,93     |
| 5     | Androniki Lada     | CYP  | 55,84     |
| 6     | Diletta Fortuna    | ITA  | 50,98     |
| 7     | Nabila Bounab      | ALG  | 42,19     |

30. Juni

### Hammerwurf
| Platz | Athletin                 | Land | Weite (m) |
| ----- | ------------------------ | ---- | --------- |
| 1     | Laura Redondo            | ESP  | 69,97     |
| 2     | Kıvılcım Kaya            | TUR  | 69,82 SB  |
| 3     | Zouina Bouzebra          | ALG  | 65,45 NR  |
| 4     | Xena Ngomateke           | FRA  | 65,42     |
| 5     | Osarumen Odeh            | ESP  | 65,05     |
| 6     | Rawan Barakat            | EGY  | 64,28     |
| 7     | Lucia Prinetti Anzalapya | ITA  | 63,91     |
| 8     | Lorelei Taillandier      | FRA  | 61,95     |

30. Juni

### Speerwurf
| Platz | Athletin        | Land | Weite (m) |
| ----- | --------------- | ---- | --------- |
| 1     | Adriana Vilagoš | SRB  | 60,22     |
| 2     | Eda Tuğsuz      | TUR  | 59,30 SB  |
| 3     | Alizée Minard   | FRA  | 56,22     |
| 4     | Esra Türkmen    | TUR  | 56,03     |
| 5     | Sara Zabarino   | ITA  | 53,98     |
| 6     | Carolina Visca  | ITA  | 52,18     |

2. Juli